# TAS2R60
Receptor ukusa tip 2 član 60 je protein koji je kod ljudi kodiran TAS2R60 genom.

## Literatura
- Margolskee RF (2002). „Molecular mechanisms of bitter and sweet taste transduction.”. J. Biol. Chem. 277 (1): 1—4. PMID 11696554. doi:10.1074/jbc.R100054200.
- Montmayeur JP, Matsunami H (2002). „Receptors for bitter and sweet taste.”. Curr. Opin. Neurobiol. 12 (4): 366—71. PMID 12139982. doi:10.1016/S0959-4388(02)00345-8.
- Strausberg RL; Feingold EA; Grouse LH;  . (2003). „Generation and initial analysis of more than 15,000 full-length human and mouse cDNA sequences”. Proc. Natl. Acad. Sci. U.S.A. 99 (26): 16899—903. PMC 139241 . PMID 12477932. doi:10.1073/pnas.242603899.
- Zhang Y; Hoon MA; Chandrashekar J;  . (2003). „Coding of sweet, bitter, and umami tastes: different receptor cells sharing similar signaling pathways”. Cell. 112 (3): 293—301. PMID 12581520. doi:10.1016/S0092-8674(03)00071-0.
- Shi P, Zhang J, Yang H, Zhang YP (2004). „Adaptive diversification of bitter taste receptor genes in Mammalian evolution”. Mol. Biol. Evol. 20 (5): 805—14. PMID 12679530. doi:10.1093/molbev/msg083.
- Scherer SW; Cheung J; MacDonald JR;  . (2003). „Human Chromosome 7: DNA Sequence and Biology”. Science. 300 (5620): 767—72. PMC 2882961 . PMID 12690205. doi:10.1126/science.1083423.
- Gerhard DS; Wagner L; Feingold EA;  . (2004). „The Status, Quality, and Expansion of the NIH Full-Length cDNA Project: The Mammalian Gene Collection (MGC)”. Genome Res. 14 (10B): 2121—7. PMC 528928 . PMID 15489334. doi:10.1101/gr.2596504.
- Fischer A, Gilad Y, Man O, Pääbo S (2005). „Evolution of bitter taste receptors in humans and apes”. Mol. Biol. Evol. 22 (3): 432—6. PMID 15496549. doi:10.1093/molbev/msi027.
- Go Y, Satta Y, Takenaka O, Takahata N (2006). „Lineage-Specific Loss of Function of Bitter Taste Receptor Genes in Humans and Nonhuman Primates”. Genetics. 170 (1): 313—26. PMC 1449719 . PMID 15744053. doi:10.1534/genetics.104.037523.